# L'Impero colpisce ancora
L'Impero colpisce ancora (The Empire Strikes Back) è un film del 1980 diretto da Irvin Kershner.
Noto anche coi titoli Guerre stellari: V Episodio - L'Impero colpisce ancora o Star Wars: Episodio V - L'Impero colpisce ancora (Star Wars: Episode V - The Empire Strikes Back), è il seguito di Guerre stellari, il secondo film in ordine di produzione (quinto in ordine di cronologia interna della serie) dell'omonima saga fantascientifica ideata da George Lucas ambientato tre anni dopo le vicende raccontate in Guerre stellari e il secondo atto della trilogia originale.
L'Impero Galattico, sotto la guida del perfido Dart Fener è alla ricerca di Luke Skywalker e delle forze dell'Alleanza Ribelle. Mentre gli amici di Luke, Ian Solo e Leila Organa, sono impegnati a fuggire dalla minaccia imperiale, il giovane eroe viene inviato da Obi-Wan Kenobi dal vecchio maestro Jedi Yoda, al fine di completare l'addestramento.
Il film, a cui presero parte Mark Hamill, Harrison Ford, Carrie Fisher, Billy Dee Williams, Alec Guinness, Anthony Daniels e Frank Oz, venne prodotto in maniera indipendente dallo stesso Lucas, senza l'influenza di uno studio cinematografico, ed ebbe una realizzazione travagliata, vessata da ritardi, screzi all'interno della troupe e inagibilità dei set. Accolto tiepidamente dalla critica, straniata dal brusco cambio di atmosfere della pellicola rispetto al suo predecessore, L'Impero colpisce ancora vinse due premi Oscar diventando negli anni un fenomeno culturale ed è oggi considerato il miglior film della saga e una delle migliori pellicole di fantascienza mai realizzate. Al netto dell'inflazione, il film è il dodicesimo nella lista dei maggiori incassi di sempre negli Stati Uniti d'America e in Canada, essendo riuscito a staccare più di 98 milioni di biglietti nei due paesi. Nel 2010 venne scelto per la conservazione nel National Film Registry della Biblioteca del Congresso degli Stati Uniti d'America in quanto «film culturalmente, storicamente ed esteticamente significativo».

## Trama
Sono trascorsi tre anni dalla battaglia di Yavin e le forze dell'Alleanza Ribelle, capeggiate da Luke Skywalker, Leila Organa, Ian Solo, Chewbecca, D-3BO e C1-P8 sono costrette a rifugiarsi sul gelido pianeta Hoth per sfuggire alla persecuzione da parte delle armate imperiali. Queste, guidate dal malvagio Dart Fener, sono decise a stroncare una volta per tutte i focolai di ribellione, soprattutto dopo la distruzione della Morte Nera. Pur di catturare i suoi nemici, Fener ha inviato ai più remoti confini dello spazio dei droidi-sonda e ha preso al proprio servizio un drappello di cacciatori di taglie, tra cui spicca l'abile Boba Fett, desiderosi soprattutto di catturare Ian, sul quale il perfido criminale Jabba the Hutt ha posto una taglia. Durante una ricognizione Luke viene attaccato da un wampa, un pericoloso animale alieno delle nevi, ma riesce a sfuggirgli tagliandogli un braccio con la vecchia spada laser di suo padre, donatagli dal suo defunto maestro Obi-Wan Kenobi, che, in forma spirituale, gli compare poco dopo per dirgli di andare sul pianeta Dagobah per farsi addestrare dal misterioso maestro Yoda.
Alla base, Leila e Ian non fanno che battibeccare tra di loro e, quando Luke viene riportato alla base, Leila lo bacia per infastidire Ian, che malcela la gelosia. Poco dopo, le basi ribelli vengono individuate da un droide-sonda imperiale atterrato sul pianeta. Dart Fener, ricevute le informazioni dal droide, invia un nucleo di truppe per sferrare l'attacco. Scoppia la battaglia di Hoth: assaliti in forze, i ribelli tentano di opporre resistenza e riescono a distruggere alcuni AT-AT imperiali ma, di fronte alla potenza del loro attacco, sono costretti a lasciare il pianeta a bordo delle loro astronavi, con l'obiettivo di riunirsi. Leila, Ian, Chewbecca e D-3BO scappano a bordo del Millennium Falcon, mentre Luke e C1-P8, anziché recarsi al rendez-vous ribelle, fanno rotta a bordo di un Ala-X verso Dagobah, pianeta sul quale Luke viene istruito dall'anziano Yoda, inizialmente restio, ma infine convinto da Obi-Wan. Il maestro Jedi insegna a Luke le vie della Forza ma capisce che il ragazzo è impaziente e non abbastanza convinto dei propri mezzi.
Durante il viaggio, Leila e Ian continuano a bisticciare e, in un momento d'intimità, si scambiano un bacio fugace. Il gruppo arriva alla Città delle nuvole, la capitale volante del pianeta Bespin e grosso centro industriale amministrato da Lando Calrissian, un amico di vecchia data di Ian. Essi però ignorano di essere spiati da Boba Fett. Subito dopo il loro arrivo, Lando li consegna a Fener che ha deciso di utilizzarli come esca per tendere una trappola a Luke. Lando cerca di spiegare a Ian e Leila di essere stato costretto a tradirli per evitare che l'Impero occupasse la sua città. Su Dagobah, Luke, diventato sensibile ai richiami della Forza, avverte che i suoi amici sono in pericolo e parte a salvarli nonostante l'ammonimento di Yoda, che gli aveva consigliato di terminare l'addestramento. Una volta catturato, Fener ha intenzione di tenere Luke in ibernazione nella grafite e sceglie Ian per testare il processo. Prima che venga ibernato, Leila gli confessa il suo amore. Ian viene così ibernato in una lastra di grafite e Fener lo cede a Boba Fett, che vuole portarlo da Jabba the Hutt per riscuoterne la taglia. Lando, pentito del proprio tradimento, aiuta Leila e gli altri a scappare.
Nel frattempo Luke arriva alla Città delle Nuvole, cadendo nella trappola tesagli da Fener; i due ingaggiano quindi un duello con le spade laser. Al termine del duello, Fener riesce a mozzare la mano destra a Luke, ma anziché ucciderlo gli offre di governare la galassia insieme a lui ma Luke rifiuta, allora Fener gli rivela la verità: Fener è il padre di Luke. Incredulo, Luke urla di dolore e rabbia. Non avendo altra scelta, si lancia giù nel condotto d'aria, verso quella che crede sia una morte certa, fino a raggiungere un sistema di tubi che lo espelle all'esterno. Ormai privo di forze, indolenzito, pieno di lividi, graffi e ferite, riesce soltanto ad aggrapparsi con le gambe a delle antenne poste sotto la pancia della Città delle Nuvole, per poi lanciare un appello telepatico che viene sentito da Leila, la quale convince Chewbecca, in quel momento al comando del Millennium Falcon, a tornare indietro a raccoglierlo. Ormai fuori pericolo, Luke viene preso a bordo di una fregata medica ribelle dove gli viene impiantata una mano artificiale. Mentre Luke, Leila, C1-P8 e D-3BO guardano fuori dal centro medico verso la galassia, Lando e Chewbecca partono alla volta del pianeta Tatooine per trovare il palazzo di Jabba the Hutt dove viene tenuto Ian.

## Produzione

### Sviluppo
Dopo il successo di Guerre Stellari, diventato in poco tempo un fenomeno culturale senza precedenti, in grado di rivoluzionare l'intero settore cinematografico, George Lucas si mise al lavoro sulla produzione di un seguito. Lucas era intenzionato a produrre il film in maniera indipendente, senza cioè l'intrusione degli studi cinematografici. Per fare ciò, decise di finanziare il progetto in prima persona, utilizzando i guadagni accumulati grazie al primo film, insieme a prestiti con le banche, permettendo totale libertà creativa ai realizzatori.

### Regia
Molta gente la chiama fantascienza, ma io la vedo come una fiaba. Nella fantascienza si è preoccupati di lasciare un'astronave su un pianeta perché la gravità è diversa e va tutto preso in considerazione. Ma nella fiaba quello è l'ambiente, quello è il contesto. Puoi letteralmente fare di tutto e se io ci credo, il pubblico tende a seguirmi.»
(Irvin Kershner, regista del film)
Già vessato dalla supervisione del suo impero in costante crescita, dalla riorganizzazione della LucasFilm fino alla creazione di nuove imprese, Lucas decise di non dirigere il film, preferendo ricoprire il ruolo del produttore esecutivo declinato nella maniera televisiva: «Avrei fatto la supervisione della sceneggiatura, del casting, dei set, delle scenografie, degli effetti speciali e del resto e avrei assunto un regista che lavorasse con gli attori». Il produttore Gary Kurtz descrisse quel periodo di ricerca come un momento stressante, perché «La percezione comune è quella per cui se un sequel funziona è merito del regista originale, se invece fallisce è colpa tua». Dopo aver preso in considerazioni vari nomi (tra cui un giovane Paul Verhoeven), i due offrirono il posto a Irvin Kershner, professore di Lucas alla USC School of Cinematic Arts, apprezzato per la sua capacità di esplorazione dei personaggi, una caratteristica fondamentale per il secondo capitolo della saga nelle intenzioni di Lucas.
Kershner rifiutò, credendo che nessuno avrebbe mai potuto realizzare un film migliore di Guerre stellari, ma dopo l'insistenza dell'ex-allievo e del suo stesso agente, accettò l'ingaggio imponendo l'assoluta libertà creativa nel fare ciò che riteneva fosse meglio per la pellicola durante le riprese, incluse eventuali riscritture. Lucas accettò di buon grado, limitandosi a supervisionare gli effetti speciali mentre il regista era impegnato a girare il film (su richiesta dello stesso Kershner, dirigerà il dialogo tra Luke e il droide medico 2-1B, in cui quest'ultimo si raccomanda all'eroe). Sull'effettivo svolgimento del loro rapporto, l'artista Joe Johnston affermò: «Penso ci siano un sacco di cose non sapremo della loro relazione professionale. Credo che George fosse occasionalmente frustrato con lo stile di Kershner. Si rifiutava di girare i totali, un peccato capitale nel manuale da regista di George». Per il regista L'Impero colpisce ancora avrebbe dovuto essere un film più tetro, concentrato sulle psicologie dei personaggi: «Sentivo di aver bisogno di umorismo, ma non di gag. Sentivo di aver bisogno di una storia d'amore, ma non di smancerie, doveva essere tutto più implicito. E sapevo di aver bisogno che qualcosa di potente accadesse nell'animo di Luke». La pellicola, inoltre, avrebbe dovuto avere le caratteristiche del secondo atto di un dramma, in cui la situazione iniziale si complica e gli equilibri vengono meno. Kershner la definì «Il secondo movimento della sinfonia, per questo volevo che alcune cose rallentassero, che finisse in un modo che ti facesse venir voglia di sentire il vivace, il prossimo film, l'allegretto».

### Sceneggiatura
Lucas commissionò la sceneggiatura del film a Leigh Brackett, scrittrice di romanzi fantascientifici e pellicole come Il grande sonno. Alla fine del 1977, per una settimana, i due discussero della storia durante riunioni appositamente dedicate, sviluppando l'uno gli spunti dell'altra e organizzando una scaletta della trama basata sulle idee generiche del produttore. Le sessioni furono registrate e trascritte ma mai rese pubbliche. Fu solo quando la sceneggiatura originale fu pubblicata nel 2010 che emerse il reale apporto della scrittrice su cui la critica era stata per tempo discorde. La scaletta si tradusse in una prima bozza completata il 23 febbraio 1978. Le differenze principali con le successive riguardarono il padre di Luke, che sarebbe dovuto comparire come fantasma per addestrare il figlio e svelare la presenza di una sorella gemella, Nellith; sarebbe dovuto comparire il padre di Ian Solo, un magnate interstellare, e la visione di Brackett della Forza era più complessa e dettagliata. Poco soddisfatto dal risultato finale, Lucas commissionò una revisione alla scrittrice, la quale però morì poco dopo. Il copione di Brackett venne accantonato e il produttore scrisse una nuova sceneggiatura, in cui appare per la prima volta la nozione di Fener padre di Luke. Intenzionato a dare una più profonda caratterizzazione ai personaggi, Lucas ingaggiò Lawrence Kasdan, il cui lavoro sulle prime bozze de I predatori dell'arca perduta lo aveva favorevolmente colpito, per affiancarlo nel processo di scrittura. Secondo Kasdan niente del lavoro di Brackett venne traslato nel testo scritto da Lucas, perché quest'ultimo aveva attinto dalle idee emerse dalla discussione tra lui e la donna, non direttamente dal copione di lei. Il creatore della saga volle comunque che il nome della Brackett fosse inserito nei titoli di coda tra gli sceneggiatori, come ringraziamento postumo.
Alla fine del 1978, Lucas e Kasdan si misero al lavoro, scontrandosi ben presto con le possibilità limitate degli effetti speciali. Tra le idee scartate per motivi di ineffettuabilità pratica le più radicali riguardavano la sequenza ambientata nella città imperiale di Tonn Muund o quella su Bespin, che avrebbe dovuto essere popolato da creature alte e pallide in grado di guidare mante volanti. Durante le sei settimane di scrittura, la coppia si focalizzò sui personaggi, lasciando invariato lo sviluppo della storia. Il ruolo di Anakin venne tagliato e la questione familiare di Luke venne affrontata in un criptico dialogo tra Obi-Wan e Yoda. Quest'ultimo personaggio subì varie trasformazioni, sia di nome (Buffy, Bunden Debannen e infine Minch), sia d'aspetto, fino ad assumere le fattezze di una piccola ranocchia; Kasdan, partendo dagli appunti di Lucas, rafforzò inoltre il suo peculiare linguaggio alla rovescia. Un'ulteriore riscrittura avvenne durante le riprese in Inghilterra, durante le quali Kershner revisionò alcune scene insieme agli attori per raffinare le dinamiche tra i personaggi. A causa della rivelazione finale, Lucas consultò degli psicologi per capire l'impatto che avrebbe avuto il film sugli spettatori più piccoli: «Mi dissero che i ragazzi più forti lo avrebbero capito e metabolizzato, gli altri avrebbero pensato che fosse una bugia».

### Cast
Il cast del film ricalcò quello del precedente episodio e furono poche le aggiunte al gruppo di lavoro. Una delle particolarità fu quella di assumere attori britannici per tutti i ruoli imperiali: nelle intenzioni del regista tutti i cattivi dovevano avere un accento inglese, mentre i buoni dovevano essere americani. Essendo il film stato girato in Inghilterra molte delle comparse militanti tra l'Alleanza Ribelle erano inglesi e vennero doppiate in post-produzione da attori americani.
- Mark Hamill è Luke Skywalker. Hamill affermò di aver cambiato metodo di recitazione rispetto al primo film: «Per rendere la crescita del personaggio più evidente e appagante».[30] Il regista lo definì «Un ottimo attore, con una grande tecnica, senso dell'umorismo e generoso di spirito, posso parlarci in modo diretto»[31]. Dato che verso la fine delle riprese di Guerre stellari, Mark Hamill si era rotto naso e zigomo in un incidente automobilistico[32] ed era stato sostituito da una controfigura, si diffuse la diceria che la scena iniziale dal wampa fosse un accomodamento per giustificare il fatto che il viso di Mark Hamill era troppo cambiato, ma Lucas confermò che la sequenza era già presente nella sceneggiatura.[29] Rimase inoltre isolato dal resto del cast per la maggior parte della lavorazione: «Nell'ordine del giorno si leggeva "Attori: Mark Hamill. Attrezzi di scena: rocce, rami, serpenti". Era esasperante».[3]
- Carrie Fisher è Leila Organa. L'attrice dovette spesso assentarsi dal set per problemi di salute conseguenti l'abuso di cocaina.[22][33] Ciononostante, la Fisher venne descritta dal regista come «Un'attrice nata, con una voce bellissima, anche se cerca sempre di accontentare tutti. Spesso devo incoraggiarla per non scegliere la strada facile perché crede di farmi piacere, ma di fare ciò che la sua intelligenza e sensibilità le dicono di fare».[31]
- Harrison Ford è Ian Solo; l'attore ritornò dei panni del personaggio dopo il successo del primo capitolo e venne coinvolto nella realizzazione del film, lavorando attivamente con Kershner per perfezionare le scene che lo vedevano protagonista.[22] «Mi sento come un assistente narratore» disse, parlando del suo metodo di lavoro con il regista.[22] Sul set si rivelò il più stretto collaboratore di Kershner,[34] il quale spese parole di encomio per l'attore: «Harrison è una gioia, è introspettivo e mai soddisfatto, si crea dei problemi per trovare, nella risoluzione del problema, una strada che lo soddisfi».[31]
- Billy Dee Williams è Lando Calrissian; inizialmente chiamato Lando Kadar, avrebbe dovuto essere un clone scampato alle omonime guerre,[4] ma venne in seguito scritto come «Un personaggio alla cappa e spada grandioso da interpretare».[35] Primo attore di colore a comparire nella saga, venne assunto per evitare le accuse di razzismo che sarebbero potute piovere sulla serie.[36][37]
- Frank Oz è Yoda. Cresciuto professionalmente sotto l'ala di Jim Henson, Oz entrò in gioco dopo che Henson lo raccomandò a Lucas come uno dei più capaci burattinai del settore.[4] Henson permise a Oz di lavorare al film per poter capire come approcciarsi a un film a grosso budget, in previsione della loro regia su The Dark Crystal.[38] L'attore lavorò per due settimane nell'ostico set di Dagobah,[39] costruito un metro e mezzo sollevato da terra per accomodare Oz e le tre persone che lo aiutarono a portare in vita il personaggio, una per manovrare le orecchie, una per gli occhi e una per azionare la mano sinistra.[40] Il linguaggio di Yoda, inizialmente pensato come una tantum, venne ampliato da Oz che, dopo aver letto il copione, chiese di parlare sempre nella caratteristica maniera del personaggio invece che occasionalmente, come prevedeva la sceneggiatura.[40] Ciononostante, quella di Oz sarebbe dovuta essere una traccia vocale temporanea: Lucas, che aveva dapprima rifiutato la sua candidatura come doppiatore del personaggio, lo ricontattò solo durante la post-produzione per affidargli il ruolo.[41]
- Anthony Daniels è D-3BO, il droide protocollare in coppia con C1-P8 (Kenny Baker). Kershner lo utilizzò, insieme agli altri personaggi di contorno, in maniera differente rispetto al primo episodio: «D-3BO è il mio attore shakespeariano, lo sfogo comico del film, aveva l'elemento comico che cercavo costantemente».[29] Similmente, Chewbecca (Peter Mayhew) ottenne più spessore diventando protagonista di alcuni momenti emotivamente cruciali.[29]
- Jeremy Bulloch interpreta Boba Fett. Il cognato di Bulloch, Robert Watts, era produttore associato sul film e lo sottopose all'attenzione di Kurtz, il quale gli chiese di provare il costume, non suscettibile a modifiche per accomodare altre stazze.[42] L'attore basò la sua performance sul personaggio di Clint Eastwood dell'uomo senza nome in Per un pugno di dollari, imitandone la postura e il modo in cui impugna l'arma.[43] Il personaggio venne poi doppiato da Jason Wingreen; nelle versioni del film successive al 2004 la voce di Boba Fett appartiene a Temuera Morrison.
- David Prowse è Dart Fener. L'attore interpretò il personaggio sul set, ma a dargli la voce venne chiamato James Earl Jones, mentre Bob Anderson lo sostituì durante il duello finale;[10] secondo il supervisore degli stuntman Peter Diamond, la controfigura portò alla scena un nuovo aspetto interpretativo, l'effetto staccato del dare colpi intervallati da lunghe pause, che diede alla scena una forte tensione drammatica.[10] Per evitare delle fughe di notizie, a Prowse venne consegnata la sceneggiatura con un finto finale, in cui Fener rivela che a uccidere il padre di Luke era stato Obi-Wan.[36] Kershner, poco prima di girare la scena, prese da parte Hamill e gli rivelò la vera reazione che avrebbe dovuto avere, dicendogli di non badare alla battuta che avrebbe pronunciato Prowse.[17] Fino alla prima del film, nessun altro membro del cast conobbe il vero finale della pellicola.[29][44]
- Marjorie Eaton è l'Imperatore. Il ruolo viene talora erroneamente attribuito a Elaine Baker, all'epoca moglie del truccatore Rick Baker, la quale testò solamente il trucco. La Eaton, invece, prestò il volto al personaggio, il quale venne creato sovrapponendo alla faccia dell'attrice gli occhi di uno scimpanzé, per renderla più aliena e inquietante.[28][45] La voce appartiene invece all'attore Clive Revill. Nelle versioni del film successive al 2004 Palpatine è interpretato da Ian McDiarmid.
- Alec Guinness è Obi-Wan Kenobi, il mentore di Luke che ricompare sotto forma di spirito. L'attore, noto per il suo scarso gradimento della saga, venne filmato dopo la fine delle riprese.[29] Il regista notò che, nonostante questo, s'impegnò seriamente per il ruolo, scrivendo su un libretto le battute e segnandole con l'enfasi e l'intonazione che voleva dare loro.[29]

#### Cameo
Nel film fanno la loro comparsa in fugaci camei alcuni membri della produzione, come Ralph McQuarrie, nei panni di Pharl McQuarrie, Bob Anderson, ufficiale imperiale, Joe Johnston, caposquadra che istruisce alcuni ribelli, e il pittore degli sfondi Harrison Ellenshaw, come uno dei ribelli su Hoth. Jeremy Bulloch compare nella parte dell'ufficiale Sheckil (ruolo che non era stato assegnato il giorno delle riprese per mancanza di comparse), mentre gli attori Treat Williams e John Ratzenberger appaiono nelle scene iniziali.

### Riprese
Con un budget stimato tra i diciotto e i venticinque milioni di dollari, le riprese del film iniziarono il 5 marzo 1979 in Norvegia e si conclusero negli Elstree Studios inglesi di Borehamwood, dove era stato girato gran parte del primo film, il 24 settembre dello stesso anno. Alcune scene vennero girate nei Lee International Studios a Wembley. Il lavoro venne diviso in due unità: quella principale lavorava con gli attori, lasciando i raccordi, le riprese dei dettagli o di schiena alla seconda unità, inizialmente supervisionata da John Barry, scenografo di Guerre stellari. Il 31 maggio 1979, dopo due settimane di riprese, Barry collassò sul set e morì il giorno successivo di meningite; Harley Cokeliss venne chiamato a sostituirlo e sotto la sua direzione l'unità, a causa dei ritardi accumulati, assunse sempre più rilevanza, arrivando a girare intere sequenze che prevedevano l'uso di effetti speciali o matte painting. Queste scene vennero riprese con macchine da presa in formato VistaVision, lo stesso utilizzato in Guerre stellari. Per il resto della pellicola si optò per una combinazione di Panavision Silent Reflex e Panaflex-X. Verso la fine della produzione, quando le riprese si fecero fisicamente impegnative, si ricorse all'uso di macchine da presa più leggere, come la Panaflex e la Arriflex.
La sceneggiatura venne inoltre revisionata da Kershner durante le riprese: «Lavoro così a lungo sul copione che so cosa ci aspetta da una scena quando la giro. Ma quando giro il mio concetto cambia per via di quello che ho già girato o capisco che quella scena non serve, che devo mostrare meglio un personaggio. Ci sono centinaia di considerazioni da fare prima di girare una scena». Yoda, per esempio, veniva introdotto in maniera molto più seriosa e fu Kershner a ideare la scena dell'incontro con Luke, in cui il maestro Jedi si comporta in maniera dispettosa. Ancora, la sequenza in cui Ian Solo viene congelato nella grafite avrebbe dovuto avere un dialogo diverso: alla dichiarazione d'amore di Leila Ian avrebbe dovuto rispondere «Ti amo anch'io», ma il regista capì che la battuta non era adeguata al personaggio. Dopo un colloquio privato con Kershner, Ford elaborò il serafico commento «Lo so», ritenuto da Lucas «Una battuta della quale la gente avrebbe riso», salvo poi convincersi della bontà della scena grazie a una proiezione con un pubblico di prova.
Per ricreare il pianeta Hoth venne scelta come location il ghiacciaio Hardangerjøkulen, nei pressi della cittadina norvegese di Finse, dove la troupe rimase fino al 13 marzo, dovendo far fronte al peggior inverno da cinquant'anni a quella parte, con temperature estreme e oltre diciotto metri di neve scesi durante le riprese, nonché ai malfunzionamenti delle attrezzature. Se girare in ambienti esterni costituì uno sforzo immane, la sessione negli Elstree Studios si rivelò altrettanto impervia: a causa dei set poco agibili — per le soluzioni salmastre presenti nell'aria atte a simulare la foschia di Dagobah — e alle complicazioni conseguenti l'uso di pupazzi, la produzione accumulò dieci settimane di ritardo e il budget cominciò a lievitare. Lucas si rese conto che quanto aveva stanziato non sarebbe bastato per completare le riprese e tentò di rinegoziare il prestito. Dopo che la banca ebbe rifiutato di concedere ulteriori liquidi perché non riteneva l'investimento sicuro abbastanza, la 20th Century Fox si offrì di fungere da garante in cambio di una percentuale sugli incassi. A intralciare la produzione ci fu anche un incendio in uno dei set dove Stanley Kubrick stava girando Shining. Il regista chiese ospitalità a Lucas, ma usò l'incidente come scusa per rigirare alcune porzioni della pellicola: «Sapevamo dal giorno dell'incendio che avremmo dovuto condividere il nostro spazio e questo ci avrebbe fatto accumulare ulteriore ritardo». Le tensioni createsi indussero Gary Kurtz a licenziarsi dalla posizione di produttore appena furono terminati i suoi incarichi: «La cosa più triste era vedere il processo di realizzazione del film venire fagocitato dalla burocrazia. Non si poteva parlare con George, dovevi parlare al suo assistente. Divenne una sorta di Howard Hughes».

### Design e scenografia
Norman Reynolds, art director su Guerre stellari, ricoprì il ruolo di scenografo del film. Tornarono anche i concept artist Ralph McQuarrie e Joe Johnston, ai quali venne affiancato Nilo Rodis-Jamero. «La prima cosa che George ci disse fu che ci sarebbe stata questa battaglia sulla neve e ci descrisse i veicoli coinvolti nello scontro» affermò Johnston. Per l'aspetto degli AT-AT, prese ispirazione da un dipinto realizzato da Syd Mead per una pubblicità della United States Steel. Dopo aver chiesto il permesso a Mead, l'artista prese il concetto del veicolo a quattro gambe e lo plasmò fino a ottenere un design nel quale si riconoscono il passo pesante degli elefanti e la struttura corporea dei cani. Dato l'avanzamento tecnico del chroma key, fino ad allora difficilmente integrabile con superfici irregolari e curve, gli artisti ebbero più libertà di movimento nella creazione delle nuove astronavi. Con l'eccezione dell'Executor, l'incrociatore di Dart Fener, i design risultarono organici e rotondi. La Slave I, per esempio, venne realizzata da Rodis-Jamero, sulla base di alcuni disegni di Johnston, prendendo come spunto il piatto di un radar.
Yoda fu uno degli elementi su cui la produzione lavorò a lungo. Secondo Lucas, l'anziano Jedi apparteneva all'archetipo fiabesco del personaggio insignificante che si rivela essere un prezioso aiuto per l'eroe. Da questa considerazione derivò il design che non avrebbe dovuto destare particolari attenzioni, reso gradevole dalle proporzioni da neonato. Per Dagobah gli artisti idearono una landa deserta in stile fantasy, ma il risultato non era tetro a sufficienza e McQuarrie ridisegnò il pianeta come una palude dove crescono giganteschi alberi ispirati al banyan, una pianta sacra in India. Reynolds pensò la casa del maestro Jedi come un luogo sacro, simile a una moschea o una chiesa, per questo le diede una forma morbida, a cupola, e scelse come materiali di costruzione fango, creta e altri elementi naturali per trasmettere il legame creato dalla Forza tra Yoda e il paesaggio.
In contrasto con la semplicità scenografica di Dagobah, Città delle nuvole presentò una sfida concettuale ardua, per la quale Reynolds fece ricorso ai più disparati stili: l'appartamento di Leila presenta uno stile Bauhaus, la sala da pranzo è modellata secondo il gusto dell'architetto Charles Rennie Mackintosh, gli altri ambienti vennero ideati in un misto tra l'Art déco e il Liberty, mentre per il design delle navi i realizzatori si ispirarono ai lavori di Mœbius. Nelle scene ambientate nelle fonderie della città prevalse un disegno a ragnatela per simbolizzare la caduta di Luke nella trappola tesagli da Fener. Per esigenze pratiche la squadra di Reynolds costruì per la prima volta una versione del Millennium Falcon a grandezza naturale. Fabbricata in sedici pezzi, in modo da poter essere smontata agevolmente, l'astronave, alta 5 metri e pesante 35 tonnellate, veniva spostata grazie a dei cuscinetti d'aria posti alla base.

### Fotografia
Come direttore della fotografia venne scelto Peter Suschitzky, con il quale Lucas avrebbe voluto lavorare su Guerre Stellari ma, data la giovane età di Suschitzky, i dirigenti dello studio avevano preferito affiancare al regista il più esperto Gilbert Taylor; per il secondo episodio Lucas poté scegliere secondo le sue intenzioni originali. La fotografia della seconda unità, inizialmente curata dallo stesso Suschitzky, venne affidata a Chris Menges per questioni logistiche (le riprese delle unità si sovrapposero e Suschitzky non poté curare la fotografia di due set allo stesso tempo). Suschitzky collaborò con il regista scegliendo i movimenti di macchina, concentrati nelle sequenze d'azione, mentre nei momenti di dialogo l'immagine venne trattenuta, ottenendo scene ferme e stabili. Secondo il direttore della fotografia, la macchina a mano non avrebbe portato alcun beneficio al film, perché poco realistica: «Se cammini per la strada l'immagine nel tuo cervello è perfettamente stabile e fluida. Se invece cammini per strada con una macchina da presa va su e giù a scossoni. Non è realistico, assomiglia solo a un filmato casalingo». Suschitzky approvò inoltre la scelta del regista di costruire i momenti più emotivi attorno ai visi degli attori, utilizzando lenti grandangolari anche per i primi piani, una scelta insolita per questo tipo di ripresa: «Si vede nitidamente lo sfondo e questo crea un contrasto drammatico che ci piaceva».
Gli effetti speciali, contrariamente alle sue aspettative, non costituirono motivo di stallo per il giovane operatore, il cui unico impaccio fu quello di dover adoperare luci molto forti per colmare l'assenza di profondità dei fondali dipinti. Furono invece i set reali l'ostacolo maggiore per Suschitzky, uno su tutti le fonderie della Città delle Nuvole, angusto e senza pareti, che limitava la tipologia di inquadrature da poter usare: «A meno che non si scelgano delle angolature di ripresa estreme, una cosa che non si può fare con una sequenza così lunga, la cinepresa punta nel mezzo, ma tutti gli elementi erano in alto o in basso. Mi preoccupava il fatto che l'occhio non avesse niente di interessante da guardare». Suschitzky si ingegnò nella costruzione della sequenza, illuminando la scena dal pavimento, per poi riempire l'ambiente di vapore, un trucco che egli stesso definì «visivamente impressionante».
Rispetto al precedente capitolo, le scene vennero illuminate con una luce diffusa, modalità di lavoro più dispendiosa ma dalla resa più elegante, e diegetica, ossia da fonti di luci realmente presenti nella scena. Questo espediente fu cruciale per creare un'atmosfera ombrosa, in grado di veicolare gli umori più melanconici. Allo stesso effetto contribuì la suddivisione in segmenti in cui a dominare è un unico colore, con una prevalenza per le tonalità del blu. Suschitzky fu soddisfatto dell'apparente frammentazione cromatica del film, dichiarando che «Quando si guarda all'Impero colpisce ancora, si vedono scene illuminate dal basso, dall'alto. Lo stile varia da sequenza a sequenza, ma ha una sua compattezza interna».

### Trucco
L'artista inglese Stuart Freeborn si occupò di truccare gli esseri alieni della storia. Uno su tutti, Yoda, personaggio su cui il team si crucciò a lungo per portarlo in vita nella maniera più convincente. Vennero prese in considerazione varie idee, dapprima quella di vestire una scimmia addestrata con il costume e la maschera del personaggio. Dopo alcune prove sul set, uno dei tecnici presenti, avendo lavorato sulla scena iniziale di 2001: Odissea nello spazio, consigliò di abbandonare l'idea in favore del pupazzo perché «La scimmia avrebbe continuato a strapparsi di dosso la maschera». Poi si pensò alla stop-motion, tecnica non abbastanza sofisticata all'epoca per riprodurre tutte le sfumature emotive richieste. Lucas alla fine optò per la soluzione più pratica, un pupazzo presente sul set manovrato da un burattinaio, compito che volle affidare alla Jim Henson Company: «Eravamo simili, indipendenti, disinteressati ai riflettori e ossessionati dai nostri film. E ammiravo molto i Muppet, erano pupazzi estremamente sofisticati, così gli chiesi di aiutarci». La compagnia non poté lavorare al progetto, pur fungendo da consulente esterna, e vi subentrò Frank Oz, collaboratore di Henson di lunga data.
A Freeborn rimase il compito di finalizzare il volto di Yoda e costruirne il corpo, basandosi sui disegni concettuali approvati da Lucas: «Guardai allo specchio e vidi che la faccia aveva dei tratti comici, così li aggiunsi al modello. Poi ci misi le rughe di Albert Einstein, per dargli un senso di intelligenza innata e, siccome Einstein aveva i baffi, aumentai il volume del labbro superiore per farlo assomigliare a lui».

### Effetti speciali
Agli effetti speciali della pellicola lavorarono novanta artisti della Industrial Light & Magic, con un budget di 7 milioni di dollari, supervisionati da Brian Johnson, Dennis Muren, Bruce Nicholson e Richard Edlund. Definito da Muren «Il lavoro più difficile di tutta la mia carriera», il compito di realizzare l'ampio campionario di effetti per L'Impero colpisce ancora, nonostante l'esperienza maturata dal gruppo di lavoro su Guerre stellari, si rivelò uno dei più ardui fino a quel momento. La battaglia di Hoth iniziale con cui si apre il film, in particolare, fu la sequenza più complessa alla cui realizzazione confluirono le tecniche più antiche e quelle più recenti. La neve venne creata con bicarbonato di sodio e micropalline di vetro, per dare una consistenza morbida e vaporosa, mentre il movimento degli AT-AT venne reso possibile dall'invenzione della tecnica della go-motion, creata da Phil Tippett come evoluzione della stop-motion per ovviare ai difetti di "scattosità" nell'immagine, che manca del caratteristico effetto mosso. La tecnica consistette nello scuotere le componenti accessorie come il tavolo o la macchina da presa, ottenendo una sfocatura molto realistica. La troupe studiò il movimento degli elefanti per simulare la camminata degli AT-AT e usò due versioni degli stessi, una da modellare per la go-motion e una alta un metro e venti centimetri per l'esplosione finale.
Se in scene ambientate nello spazio il compositing sarebbe stato la soluzione più ovvia, l'ambiente innevato della scena comportò problemi inediti: ogni elemento che subisce il processo di compositing è contornato da una linea nera che nel buio dello spazio risulta invisibile ma appare evidente su uno sfondo bianco come quello di Hoth. La squadra supervisionata da Muren, anche per via dei processi di natura fotochimica che degradavano l'immagine, dovette usare la tecnica con parsimonia, ricorrendo a espedienti alternativi, come il primordiale compositing in-camera, grazie al quale si poté posizionare i modellini, gli sfondi e delle garze bianche per creare la foschia in modo tale da avere tutti gli elementi davanti alla cinepresa. Questo voleva dire avere delle immagini di partenza senza compositing, applicato solo per i passaggi delle astronavi, e di alta risoluzione. Le scenografie vennero ampliate non solo attraverso l'uso di mascherini e fondali, ma anche con effetti più pratici: nelle panoramiche interne alla base di Hoth vennero usate comparse bambine per accrescere la sensazione di profondità e spazio dell'hangar.

### Effetti sonori
Ben Burtt creò gli effetti sonori del film partendo dalla libreria di suoni che aveva ideato per il primo episodio. Se le scene su Dagobah permisero al designer di creare un ambiente emozionale in cui calare Luke grazie ai numerosi inserti di creature aliene fuori campo, con cui riuscì a evocare un sottofondo emotivo per il personaggio, dando nel contempo naturalezza e consistenza a un set altrimenti poco comunicativo, la battaglia d'apertura su Hoth fu invece uno tra i compiti più laboriosi del progetto: i rumori degli AT-AT derivano da una macchina che taglia lastre in metallo, gli effetti della neve sono in realtà le onde dell'oceano, la voce del Tauntaun è quella di una lontra di mare; Il suono degli speeder fu ottenuto passando delle registrazioni di aerei attraverso un harmonizer, con cui poter modulare la frequenza del suono, e unendole al ringhio di un puma: la mistura tra suoni organici ed elettronici, secondo il sound designer, contribuì a dare espressività e vita all'astronave. Più agevoli furono le sequenze in cui Ian viene messo nella grafite, uno dei pochi momenti in cui il suono del set era intelligibile; oltre a mantenere alcuni dei rumori prodotti durante le riprese, utilizzò la collezione Strickfaden, l'equipaggiamento creato da Kenneth Strickfaden, tecnico di film come Frankenstein e Il mago di Oz, per aggiungere gli schioppi elettrici delle macchine in sottofondo.
Burtt sperimentò con gli elementi più disparati: una nota di trombone per l'accensione della Slave I, dei nitriti alla rovescia per i mynock, e una serie di suoni registrati a bordo della portaerei USS Constellation per la fuga del Millennium Falcon tra i rottami dell'Executor; lavorò anche sul riverbero del ghiaccio secco, su cui poggiò vari materiali, per creare nuovi effetti per le spade laser, nel tentativo di rendere i momenti in cui le spade cozzano tra di loro il più diversificati possibile. Proprio per il grande carattere delle armi, il duello tra Luke e Fener venne montato con la sola traccia sonora, di modo da rendere con maggior enfasi la potenza dello scontro, ampliandone l'effetto. Per la stessa ragione, i suoni più forti nel corso della pellicola vennero fatti precedere da momenti di silenzio. Il missaggio sonoro, supervisionato dallo stesso Burtt e in seguito premiato con un Oscar, venne effettuato a Los Angeles, nei Samuel Goldwyn Studio, da Bill Varney, Steve Maslow, Peter Sutton e Gregg Landaker, i quali si avvalsero della collaborazione di otto ingegneri del suono per un totale di sei mesi di lavoro.

### Montaggio
Prima ancora di iniziare le riprese, Lucas aveva lavorato a stretto contatto con gli artisti per creare degli storyboard in grado di comunicare il ritmo e la frequenza dei tagli ai tecnici degli effetti speciali incaricati di girare le scene. Il risultato, chiamato animatic, servì al produttore anche per determinare la durata al secondo di ogni inquadratura, in modo da poter girare il materiale strettamente necessario e non dover avere esuberi che avrebbero fatto lievitare i costi. Una volta raccolto tutto il girato, Lucas iniziò a montare personalmente la pellicola ma niente sembrava all'altezza delle sue aspettative: le alternative per assemblare le scene erano molto limitate a causa del fatto che Kershner aveva girato soltanto le angolazioni delle scene che riteneva necessarie, avendo ben in mente come montarle in seguito. J. W. Rinzler disse a proposito: «Kershner era pressappoco come Hitchcock, diceva "So come apparirà alla fine e so come andrà montato", questo obbliga il montatore ad andare nell'unica direzione dettatagli dal materiale e a George non piaceva avere le mani legate in quel modo»; Lucas fu quindi costretto a richiamare il regista, il quale arrangiò il film secondo la sua sensibilità insieme al montatore Paul Hirsch (sebbene spesso Marcia Lucas venga citata come montatrice non accreditata, il suo ruolo in merito fu molto esiguo, limitandosi a fornire qualche suggerimento).
In continuità con la struttura di Guerre stellari, Lucas mise i crediti alla fine. La mossa, inconsueta all'epoca ma necessaria per preservare l'apertura a effetto del film, era stata approvata per Guerre stellari dai Writers Guild of America e Directors Guild of America, sindacati a cui Lucas era iscritto, perché il nome del regista-sceneggiatore combaciava con quello della compagnia. Per L'Impero colpisce ancora le cose cambiarono, ora il nome di Lucas compariva all'inizio e quello di regista e sceneggiatori solo alla fine, un fatto increscioso per gli organi sindacali che multarono Kershner e lo stesso Lucas per 250 000 dollari e tentarono di impedire l'uscita del film nelle sale. Il produttore pagò le multe, proteggendo il regista, ma abbandonò entrambi i sindacati poco dopo.

### Scene eliminate
La gran parte del materiale tagliato riguarda il primo atto della storia, in cui gli sceneggiatori avevano inserito un'elaborata sottotrama dedicata all'attacco di un gruppo di wampa alla base ribelle. Le scene, in cui si vedono le creature dei ghiacci seminare il panico tra i corridoi, dare forti scossoni al Millennium Falcon e venire intrappolati in uno stanzone che viene poi inavvertitamente aperto dai soldati imperiali, vennero tagliate per problemi tecnici - i costumi dei wampa erano stati mal progettati - e perché fu chiaro che l'attacco, usato per spiegare i malfunzionamenti dell'astronave di Ian Solo, toglieva tempo ai protagonisti della storia.
La discussione tra Ian e Leila nei corridoi della base era in origine più ampia, così come il risveglio di Luke in infermeria, dove all'eroe veniva applicata una maschera curativa per le ferite al volto (scena presente nell'adattamento a fumetti). Nella stessa sequenza, Leila e Luke condividevano un momento intimo, interrotto dall'arrivo dei robot. In queste scene erano presenti vari riferimenti alla cattura degli wampa. Venne anche eliminata una scena durante la battaglia di Hoth in cui lo snowspeeder in avaria del pilota ribelle Hobbie si va a schiantare contro l'AT-AT del generale Veers, uccidendolo (scena presente nel romanzo ufficiale). Nella parte finale della pellicola, vennero rimossi solo piccoli frammenti per questioni di tempistica, come la cattura di Lobot da parte dell'Impero e un fugace dialogo tra Leila e Luke in cui la donna cita il nome di Boba Fett.

## Colonna sonora

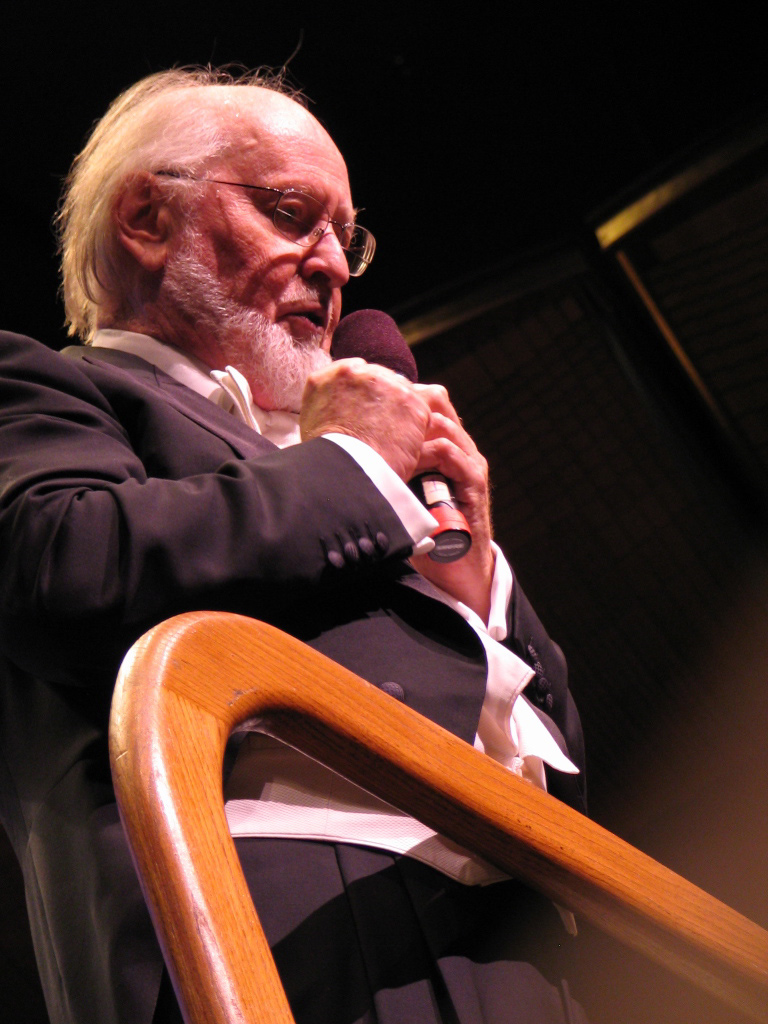
Il compositore John Williams.

A realizzare la colonna sonora del film venne chiamato John Williams, che già aveva scritto le pluripremiate musiche del precedente Guerre stellari. Kershner mostrò il film a Williams con una colonna sonora temporanea composta da pezzi di musica classica scelti dal regista. «Per John non farà differenza» ebbe a dire Kershner all'epoca, parlando della possibilità che il compositore potesse venire influenzato o si sentisse legato alle composizioni «Ha delle opinioni forti e sa quello che vuole». Il compositore si mise al lavoro nel dicembre 1979, sviluppando, come aveva fatto nel primo film, le influenze delle sonorità romantiche del XIX secolo in modo che il pubblico potesse percepire elementi familiari che lo avrebbero avvicinato agli ambienti alieni della storia. Con un budget stanziato di 250 000 $, la colonna sonora venne eseguita dalla London Symphony Orchestra e registrata in diciotto sessioni tra il 27 dicembre 1979 e il 18 gennaio 1980.
Il materiale prodotto rispecchiò le atmosfere oscure della storia. Williams immaginò Yoda come un gentiluomo arcaico, saggio ma diretto; la melodia per il personaggio doveva essere «Romantica e inondarci di buone intenzioni» e venne sviluppata con intervalli consonanti di do, mi, sol e si. L'autore scrisse nuovi temi anche per personaggi già conosciuti, come nel caso di Dart Fener, per il quale compose la celebre Imperial March, una partitura drammatica e operistica, facendo ricorso agli ottoni in chiave minore, in modo che «La musica investa lo spettatore con una forza declamatoria prepotente e ripetitiva».

## Promozione
Costata dieci milioni di dollari, la campagna pubblicitaria del film fu incentrata sulle tradizionali tipologie promozionali come poster, trailer e clip dedicate ai nuovi personaggi e al ritorno dei protagonisti originali.

### Locandine
Il poster Style A del film venne ideato da Roger Kastel, all'epoca illustratore molto quotato per aver disegnato il poster de Lo squalo. Conosciuto anche con il nome di poster di Via col vento, il dipinto trae ispirazione dal poster della riedizione di Via col vento del 1967, realizzata da Tom Jung e Howard Terpning. Nel dipinto, Ian Solo e Leila svettano in primo piano, alla maniera di Rhett Butler e Rossella O'Hara, contornati da Luke e dagli emblemi dell'Impero. Nonostante l'impatto del poster, venne considerata una mossa azzardata mettere in risalto la componente romantica di quello che avrebbe dovuto essere un blockbuster estivo di fantascienza. A seguito delle proteste di Billy Dee Williams, il quale lamentava l'assenza del proprio personaggio sul poster alla luce degli obblighi contrattuali che imponevano la presenza di Lando Calrissian sulle locandine, la 20th Century Fox ritirò l'immagine dai cinema, rendendola una rarità per i collezionisti, e commissionò a Tom Jung un nuovo poster in cui comparisse Lando; altri dipinti vennero in seguito realizzati per la promozione della pellicola, la maggior parte dei quali fece leva sull'immagine di Dart Fener.
Per la riedizione del 1997 venne realizzato un nuovo poster da Drew Struzan, al quale venne chiesto di creare un unico trittico che, unito, avrebbe formato un grande dipinto. L'artista lamentò le scadenze pressanti impostegli dalla LucasFilm: la compagnia lo contattò durante le vacanze natalizie del 1996, poco meno di un mese prima dell'uscita nelle sale del primo film. «È stata la peggior scadenza di sempre! Dovevo fare un poster a settimana, è un ritmo serrato. Mi ci sono voluti vent'anni per arrivare a questo punto e ora avevo la possibilità di condensare in un'immagine i tre film più di successo di sempre».

### Trailer
Il primo teaser trailer venne mostrato nei primi mesi del 1979 e consisteva soltanto nelle immagini di pre-produzione di Ralph McQuarrie e in foto di scena visto che, all'epoca, niente di ciò che era stato girato era presentabile al pubblico. Un trailer vero e proprio di due minuti fu mostrato in anteprima il 4 agosto 1979 al Comic-Con di San Diego e in seguito allegato alla riedizione di Guerre stellari a partire dal 15 agosto 1979. Narrato da Harrison Ford, il trailer contiene un frammento della scena tagliata dell'attacco dei wampa, in cui D-3BO strappa il cartello di avvertimento dalla stanza in cui sono rinchiuse le creature delle nevi; il filmato presenta inoltre una versione preliminare del logo. Un secondo trailer venne mostrato per un breve periodo nell'autunno del 1979. A causa dell'assenza della nuova colonna sonora, ancora in fase di scrittura, i realizzatori del trailer utilizzarono Le quattro stagioni di Antonio Vivaldi come accompagnamento musicale.

## Distribuzione

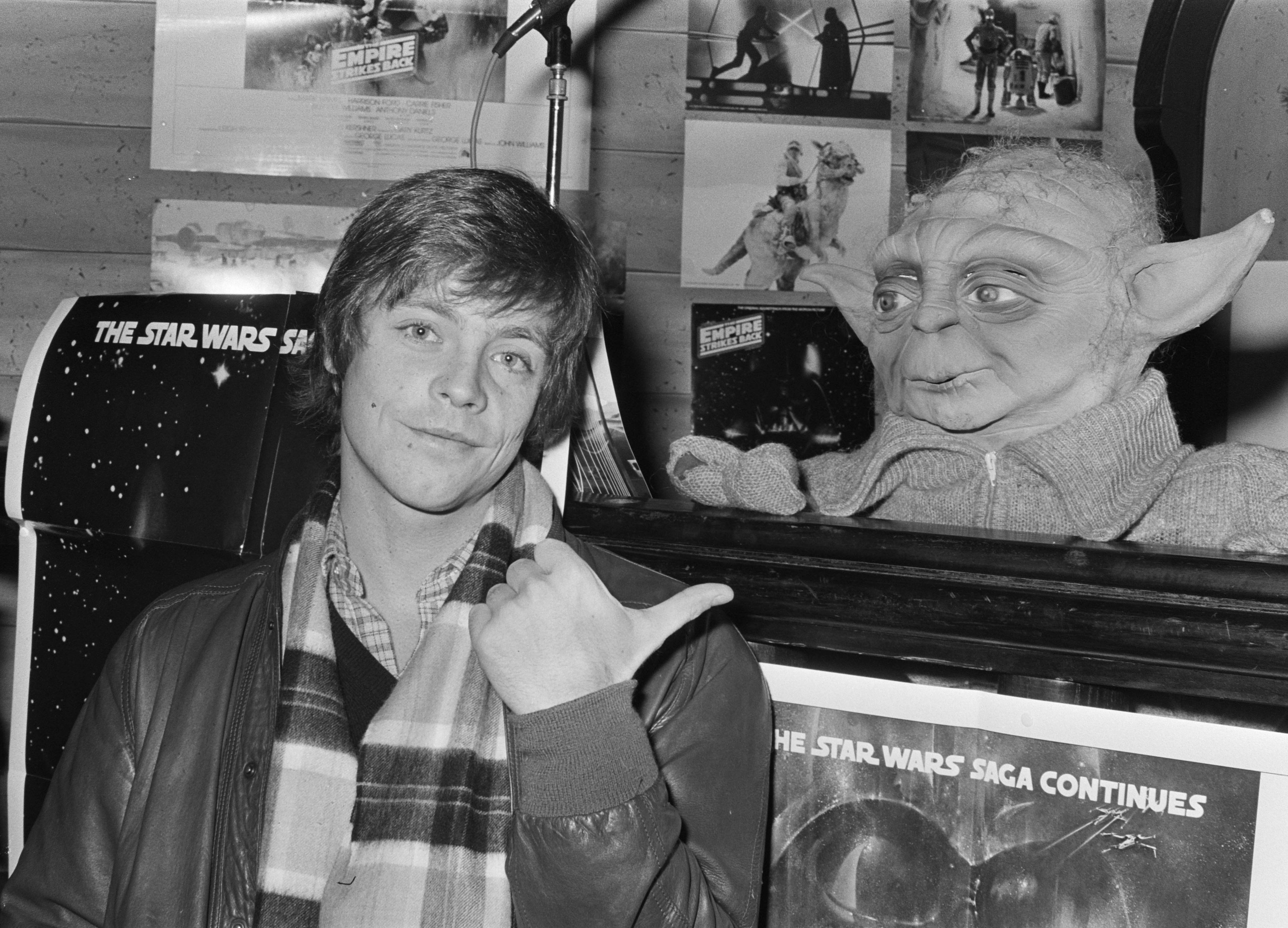
Mark Hamill durante un incontro con la stampa per promuovere il film.

### Data di uscita
La pellicola venne presentata in anteprima il 17 maggio 1980 a Washington e il 20 maggio alla Royal Film Performance di Londra (un evento di beneficenza a cui partecipa la famiglia reale britannica), per poi debuttare nel resto del mondo nei giorni seguenti:
- 21 maggio negli Stati Uniti d'America e Regno Unito
- 28 giugno in Giappone
- 21 luglio in Brasile (O Império Contra-Ataca)
- 25 luglio in Irlanda
- 31 luglio in Argentina (El imperio contraataca)
- 7 agosto in Australia
- 8 agosto a Hong Kong
- 10 agosto in Norvegia (Imperiet slår tilbake)
- 15 agosto in Danimarca (Imperiet slår igen), Finlandia e Svezia (Rymdimperiet slår tillbaka)
- 20 agosto in Francia (L'empire contre-attaque)
- 28 agosto in Italia (anteprima al Festival di Venezia) (Guerre stellari: L'Impero colpisce ancora)
- 4 settembre in Belgio (De tegenaanval van het rijk)
- 12 settembre in Italia
- 3 ottobre in Spagna (El imperio contraataca)
- 11 dicembre in Austria e Germania Ovest (Das Imperium schlägt zurück)
- 18 dicembre nei Paesi Bassi
- 19 dicembre in Portogallo (O Império Contra-Ataca)
- 25 dicembre in Colombia e Messico (El imperio contraataca)
- 15 gennaio 1981 in Uruguay (El imperio contraataca)
- 28 gennaio 1982 in Ungheria
- 23 aprile 1984 in Bulgaria (Междузвездни войни: Епизод V - Империята отвръща на удара)

Una seconda distribuzione nei cinema avvenne nel 1997 in occasione dell'edizione speciale del ventennale della saga:
- 21 febbraio negli Stati Uniti d'America
- 4 aprile in Norvegia e Polonia
- 7 aprile in Jugoslavia
- 9 aprile in Francia
- 10 aprile in Australia, Repubblica Ceca, Germania, Hong Kong, Ungheria e Nuova Zelanda
- 11 aprile in Austria, Brasile, Finlandia, Grecia, Islanda, Irlanda, Italia, Messico, Portogallo, Sudafrica, Svezia, Svizzera (nelle regioni a lingua tedesca), Turchia e Regno Unito
- 17 aprile in Argentina
- 18 aprile in Danimarca
- 26 aprile in Corea del Sud
- 12 giugno in Singapore
- 13 giugno in Estonia
- 5 luglio in Giappone

Negli Stati Uniti il film è stato distribuito in tre ulteriori occasioni: il 31 luglio 1981, il 19 novembre 1982 e il 19 maggio 2010, a Los Angeles, in occasione di un evento benefico a cui prese parte Harrison Ford per commemorare il trentesimo anniversario della pellicola.

### Divieti
Il film fu distribuito con il visto censura "film per tutti" in gran parte delle nazioni in cui uscì, eccezione fatta per Islanda, Paesi Bassi, Danimarca, Finlandia, Norvegia, Portogallo e Germania Ovest, dove fu vietato ai minori di 12 anni, mentre in Svezia non fu consentita la visione ai minori di 15 anni non accompagnati. Questi divieti furono imposti a causa delle intense scene finali, cariche di un peso emotivo molto forte e di una dose di violenza più spinta rispetto al resto della storia.

### Cortometraggi allegati
Nelle proiezioni europee e australiane del film venne allegato un cortometraggio fantasy di 25 minuti intitolato Black Angel. Diretto da Roger Christian, Black Angel narra il ritorno di un cavaliere dalle crociate, catapultato in un reame mistico per salvare una principessa da un oscuro figuro. Nel tentativo di creare un'opera visivamente suggestiva, Christian usò la tecnica dello step-printing, una sorta di rallentatore al contrario, per le sequenze d'azione. Il corto venne finanziato da George Lucas, il quale, dopo aver letto la sceneggiatura, lo ritenne in sintonia con L'Impero colpisce ancora e decise di proiettarli insieme. Black Angel non venne mai più mostrato in pubblico o distribuito in alcun formato. Lo stesso Christian non ebbe mai l'occasione di visionarlo, non possedendone i negativi. Nel dicembre del 2012, un archivista degli Universal Studios ritrovò le bobine originali, «Ripagando i miei Natali degli ultimi vent'anni», come affermato dal regista.

### Edizione italiana
La versione italiana del film è a cura di Roberto De Leonardis per conto della Royfilm. Il doppiaggio, diretto da Mario Maldesi, fu eseguito negli stabilimenti della International Recording con la partecipazione della C.V.D.
In Italia il titolo del film venne più volte modificato nel corso degli anni. Il primo titolo fu L'Impero colpisce ancora, reso come Guerre stellari: L'Impero colpisce ancora nei poster pubblicitari del 1980. Tale titolazione rimase invariata fino al 1997, anno dell'edizione speciale, quando il film prese nome Guerre stellari: V Episodio - L'Impero colpisce ancora. Nel 2004, in occasione dell'uscita del DVD della trilogia originale, il titolo venne nuovamente cambiato in Star Wars: Episodio V - L'Impero colpisce ancora, visibile nei titoli di apertura del film (con la variante di Star Wars V: L'Impero colpisce ancora, titolo promozionale presente sulle copertina delle nuove edizioni home video e sul materiale pubblicitario). A seguito dell'acquisizione del franchise da parte di The Walt Disney Company, viene utilizzato il titolo Star Wars: L'Impero colpisce ancora per uniformità con la nomenclatura della trilogia sequel.
In corrispondenza delle modifiche apportate al film nel 1997 e nel 2004, il doppiaggio dell'edizione italiana si adeguò per accomodare i cambiamenti. In quello del 1997 ad opera della Art Collage e diretto da Tonino Accolla nonché autore dei dialoghi, nella scena in cui Dart Fener, dopo aver battuto Luke Skywalker sulla Città delle nuvole, torna alla navetta imperiale, la frase «Avvertite l'incrociatore stellare di prepararsi per il mio arrivo» è doppiata da Rodolfo Bianchi; mentre in quella del 2004 ad opera della Dubbing Brothers International Italia sotto la direzione di Claudio Sorrentino su dialoghi di Mauro Trentini, quando Fener parla con l'Imperatore, quest'ultimo è doppiato da Carlo Reali.

### Edizioni home video
L'Impero colpisce ancora venne distribuito nel mercato home video statunitense nel corso degli anni ottanta, in vari formati e versioni, singolarmente o insieme agli altri due episodi della saga.

#### VHS
Il film uscì per la prima volta in formato VHS e betamax il 13 novembre 1984, in formato pan and scan, a cui fecero seguito due ridistribuzioni, nel 1986 e tra gli anni 1987-1989. La stessa edizione venne presentata nel 1990 in un cofanetto contenente l'intera trilogia, riedito nel 1992 nei formati pan and scan e widescreen. Quest'ultimo, recante il logo letterbox, venne soprannominato Collector's Edition Trilogy e presentava una quarta cassetta contenente il documentario From Star Wars to Jedi: The Making of a Saga, un certificato di autenticità, un messaggio di George Lucas e una versione accorciata della biografia George Lucas: The Creative Impulse.
Il 29 agosto 1995, in occasione della nascita della divisione 20th Century Fox Home Entertainment, la saga venne distribuita, per un periodo limitato dopo il quale le VHS vennero ritirate dal mercato, nei due formati pan and scan e widescreen, con una nuova veste grafica e per la prima volta con il certificato di qualità audio e video THX. Nella prima settimana di distribuzione furono vendute più di 9 milioni di unità, tra VHS e laserdisc, dimostrando come l'interesse per la serie fosse ancora vivo nonostante l'assenza di nuovi film. Di questa edizione esiste una variante molto rara, chiamata Star Wars Trilogy: The Definitive Collection: una valigetta di metallo, numerata in 20 000 esemplari, contenente i tre film, una quarta cassetta con i contenuti già presenti nell'edizione in laserdisc del 1993, un libro con le sceneggiature dei tre film, cartoline ritraenti sfondi usati nelle pellicole, tre poster e un certificato di autenticità.
Il 26 agosto 1997 l'edizione home video delle edizioni speciali invase il mercato, singolarmente e nel box set dal doppio formato pan and scan e widescreen; ogni film era preceduto da una breve featurette sui cambiamenti apportati. Della stessa versione venne realizzata un Limited Edition Collector's Set, contenente un'ulteriore cassetta The Making of Star Wars Trilogy Special Edition, cinque fotogrammi di una delle scene inedite, il libro The Art of the Star Wars Trilogy Special Edition, tre litografie e un fermacarte in stagno con il logo della saga. Le edizioni del 1997 vennero ridistribuite il 21 novembre 2000, sempre in doppio formato, con una grafica più asciutta - per omologarle all'allora recente uscita della VHS de La minaccia fantasma - e un'anticipazione de L'attacco dei cloni.

#### CED
Il film fu uno dei pochi lungometraggi a uscire, il 13 novembre 1984, nel formato di scarso successo CED (Capacitance Electronic Disc), creato dalla RCA mischiando le caratteristiche di un vinile con quelle di un laserdisc: in grado di riprodurre audio e video, il supporto veniva fisicamente letto da una testina, invece che da un raggio laser.

#### Laserdisc
Il primo laserdisc del film risale al 1984, edito in formato CLV, a cui fece seguito l'anno successivo il primo laserdisc in formato CAV; nel 1989 venne realizzata la prima versione in widescreen, riedita nel 1992 in pan and scan con audio digitale. Il 15 settembre 1993 L'Impero colpisce ancora uscì all'interno del cofanetto Star Wars Trilogy: The Definitive Collection, nove laserdisc CAV contenenti i film e diversi contenuti speciali, all'epoca chiamati VAM (Value Added Material) (commenti audio da parte di George Lucas, Ben Burtt, Dennis Muren, Ken Ralston, Ralph McQuarrie e Frank Oz, il video musicale de Il ritorno dello Jedi, approfondimenti sugli effetti speciali, foto, stoyboard e un tour negli archivi), la biografia Goerge Lucas: The Creative Impulse e un libretto di sedici pagine sulla trilogia.
Il 29 agosto 1995, in concomitanza con le VHS, la saga venne distribuita, in pan and scan e widescreen, con una nuova veste grafica e per la prima volta con il certificato di qualità audio e video THX. Questa versione è considerata la miglior versione del film originale, nonché l'ultima (insieme alle rispettive VHS) a essere distribuita inalterata. Tutte le uscite successive a questa, pur incrementando la qualità audio e video, saranno copie dell'edizione speciale del 1997. L'ultimo laserdisc del film vedrà la luce nell'agosto del 1997, all'interno di un cofanetto contenente la trilogia nella versione delle edizioni speciali.

#### DVD

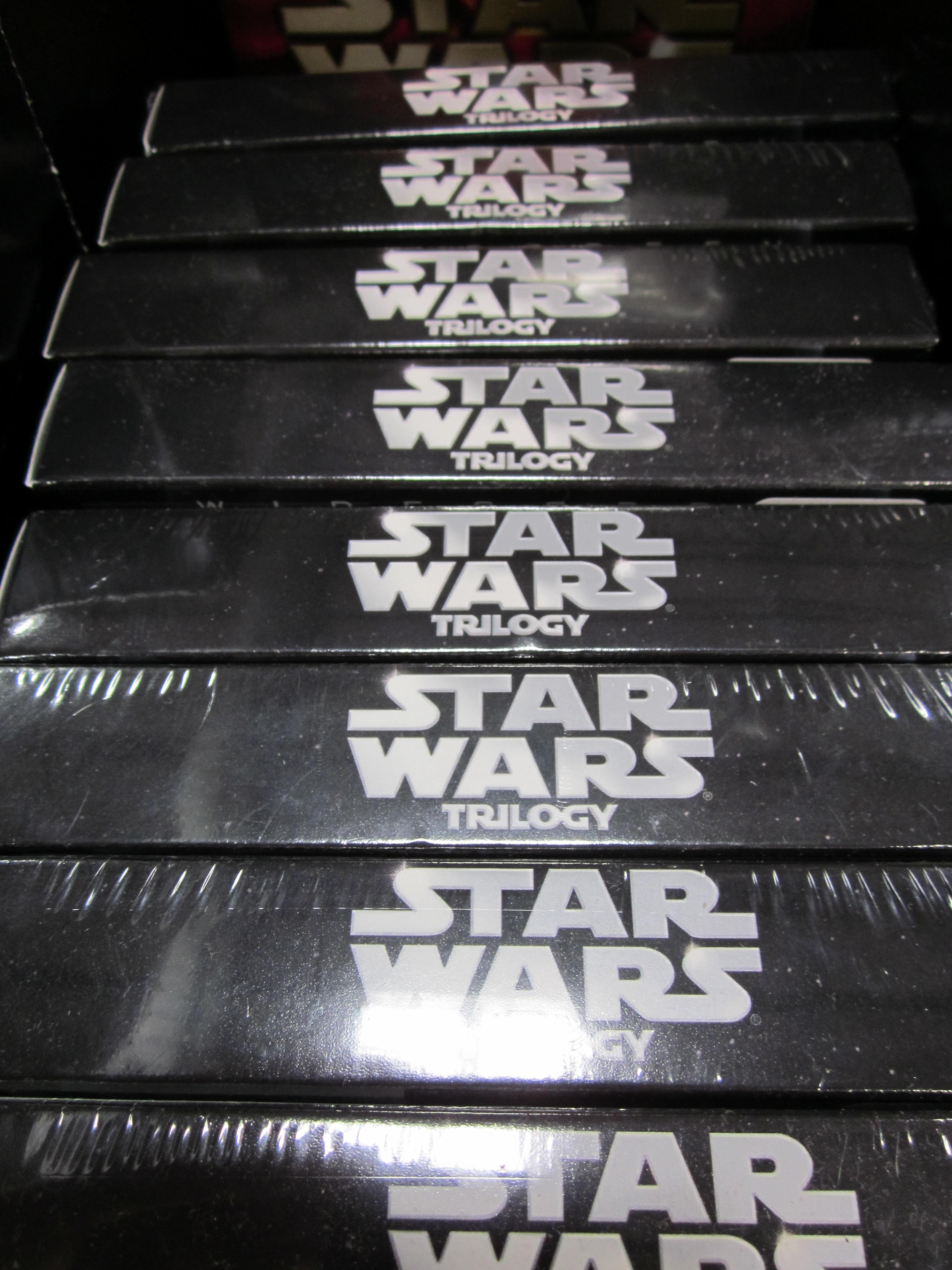
I cofanetti DVD della trilogia nella versione del 2008.

Il 21 settembre 2004 la trilogia venne distribuita in tutto il mondo in un cofanetto indivisibile (pan and scan o widescreen) composto da quattro dischi: i tre film, con relativi commenti audio, e un disco bonus, con il documentario Empire of Dreams: The Story of the Star Wars Trilogy, approfondimenti vari, anticipazione de La vendetta dei Sith, foto di scena, trailer e spot televisivi. Lucas ripensò ancora una volta la pellicola e sostituì Jason Wingreen, voce di Boba Fett, con Temuera Morrison, interprete di Jango Fett, padre putativo del cacciatore di taglie. La decisione attrasse molte critiche, non tanto per la revisione filologica del personaggio quanto più per il livello inferiore di recitazione dell'attore rispetto a Wingreen. Un'altra modifica importante è presente nella scena con l'Imperatore, ora impersonato da Ian McDarmid. Alcuni dialoghi tra Fener e Palpatine, inoltre, vennero riscritti per aderire alle vicende dei prequel. Pur ottenendo recensioni positive, il lavoro di pulizia dei fotogrammi, effettuato dalla compagnia Lowry Digital Images sulla base delle edizione speciali del 1997, venne in parte criticato per non aver risolto alcune delle inconsistenze nelle spade laser e per aver creato degli sbilanciamenti nella brillantezza delle immagini.
Nel 2005, il cofanetto venne ridistribuito sotto nuova veste, per rendere più appetibili i cofanetti anche ai non appassionati della saga, con una grafica ispirata al primo poster di Guerre stellari e senza il quarto disco. Dopo l'insistenza dei fan, che domandavano a gran voce l'uscita in DVD delle versioni originali dei film, il 12 settembre 2006 la trilogia venne riedita singolarmente. Le versioni inalterate provenivano dai master dell'edizione in laserdisc del 1993 e questo causò molte lamentele da parte degli appassionati che avrebbero preferito una versione in alta risoluzione dei film. Il 4 novembre 2008 i tre DVD vennero riediti in un unico cofanetto con una nuova grafica.

#### Blu-Ray Disc
Il 16 settembre 2011 (il 13 in Italia) uscì l'intera esalogia in Blu-ray in tre cofanetti: uno contenente la trilogia originale, un altro la trilogia prequel e infine uno con la saga completa. I nove dischi, oltre ai film, comprendevano Gli Archivi di Star Wars, con scene tagliate, approfondimenti e interviste, e un intero disco dedicato ai documentari (Guerrieri Stellari, The Making of Star Wars, L'Impero colpisce ancora: Effetti Speciali, Mostri Classici: Il Ritorno dello Jedi, Una conversazione con i maestri: L'Impero colpisce ancora 30 anni dopo, Anatomia di un Dewback, La tecnologia di Star Wars e un'antologia di parodie della saga). Le versioni dei film furono quelle del 2004 (tratte a loro volta da quelle del 1997), rispettando il principio di economia affermato dallo stesso Lucas: «Bisogna attraversare un lungo processo di restaurazione e va fatto digitalmente. È un processo molto, molto, costoso. Quindi quando l'abbiamo trasferito in digitale, nel 1997, abbiamo trasferito le edizioni speciali, quelle aggiornate».
Le modifiche apportate a questa edizione furono minime, di cui la maggior parte effettuate per correggere errori o imprecisioni (un riflesso sulle finestre dell'appartamento di Leila per dare maggior realismo o l'aggiunta di pelo sul braccio del wampa per nascondere l'animatore). Definito «uno dei cambiamenti migliori dell'edizione», il bilanciamento del colore attuato nella versione in blu-ray modificò sensibilmente l'immagine di molte scene: la neve nelle sequenze d'apertura venne schiarita e perse l'alone azzurro, acquisendo un aspetto naturale e mettendo in risalto gli elementi che vi si stagliano contro quando essa funge da sfondo; la fotografia nelle scene sulla Città delle Nuvole passò a toni più caldi e il fantasma di Obi-Wan assunse nitidezza e volume. La riduzione digitale del rumore migliorò il quadro, contrariamente all'effetto negativo prodotto su alcuni degli altri episodi, e fece emergere nuovi dettagli, come la pienezza degli incarnati, il candore del manto del wampa e i peli sulla pelliccia di Chewbecca. Nonostante le critiche mosse per aver inserito le versioni speciali post-1997 e non quelle originali, le recensione alla versione in blu-ray del film furono molto positive: i commentatori elogiarono il lavoro di trasferimento che permise agli spettatori di «ammirare dettagli mai visti primi», come la consistenza screpolata del volto di Yoda o aspetti dei costumi fino ad allora passati inosservati, mentre il compartimento audio venne definito «materiale da demo».

## Accoglienza

### Incassi
L'Impero colpisce ancora debuttò nei cinema americani il 26 maggio 1980, in 126 schermi selezionati. Le proiezioni d'incasso non erano delle più positive: tolti i costi di marketing e distribuzione, il film avrebbe dovuto incassare almeno 50 milioni di dollari per generare un profitto, una cifra raggiunta l'anno precedente soltanto da dieci film sui cento distribuiti sul territorio americano. Tuttavia, secondo il produttore Kurtz, «Non ci sono mai stati dubbi sul successo del film, erano le aspettative a schiacciarci», dovendo confrontarsi con il film più remunerativo di sempre.
La pellicola incassò 1 336 305 $ il primo giorno d'apertura, 6 415 804 $ nel primo fine settimana. Nei mesi di giugno e luglio, i cinema che proiettavano il film aumentarono fino a raggiungere l'apice di 880 schermi negli Stati Uniti. Il film superò il precedente episodio nei dati di debutto ma non riuscì nel complesso a eguagliare i numeri di Guerre stellari; secondo molti commentatori, gli spettatori, convinti che avrebbero assistito a una storia energetica e rassicurante tanto quanto Guerre stellari, rimasero spiazzati trovandosi di fronte a un prodotto adulto e sofisticato, che non attirava l'interesse dei più piccoli, fetta molto consistente del pubblico di Guerre stellari. A fine corsa, L'Impero colpisce ancora incassò 209 398 025 $ nei soli Stati Uniti (diventando il film col maggior incasso del 1980), ai quali si aggiungono i 13 276 241 $ della ridistribuzione del 1982. Dopo la ridistribuzione del 1997, che guadagnò nel primo fine settimana di sfruttamento domestico 21 975 993 $, arrivando a un totale di 67 597 694 $ sul suolo statunitense, l'incasso de L'Impero colpisce ancora raggiunse i 290 475 067 $ in America e 538 375 067 $ complessivamente in tutto il mondo.

### Critica
(David Fincher.)
All'indomani della sua uscita, L'Impero colpisce ancora ricevette un'accoglienza contrastante da parte di critica e pubblico. Commenti positivi vennero fatti al lavoro degli attori: Hamill venne lodato per la sua capacità di «saper reggere il film sulle proprie spalle», mentre l'interpretazione di Oz colpì a tal punto da far perorare a Lucas e Kershner la candidatura all'Oscar come miglior attore non protagonista; il comitato organizzatore tuttavia negò loro la possibilità di nomina, affermando che «animare pupazzi non è un'arte». Elogiato universalmente per la perizia tecnica con cui venne confezionato, il film venne però criticato per la storia, rea di non avere uno sviluppo coerente, e per lo scarso approfondimento psicologico dei personaggi, giudicati nella maggior parte dei casi poco naturali e artificiosi. I critici avvertirono l'assenza di umorismo, ma fu la mancanza dell'operazione postmoderna dell'unione di generi diversi - l'aspetto che maggiormente li aveva convinti la prima volta - a destabilizzarli: The Times questionò l'esistenza di un seguito a un film che funzionava come un tributo nostalgico all'infanzia e di conseguenza non poteva avere una continuazione, mentre David Denby (Newsweek) affermò che il film «Funziona su un solo livello e il mix di citazioni del primo film è stato sostituito con citazione dal primo film stesso».
Tra i problemi principali del film, molti additarono il fatto che non avesse un vero inizio né una conclusione soddisfacente e che il cupo finale della pellicola tradisse lo spirito della saga; su tutti, Vincent Canby (The New York Times) stroncò il film scrivendo: «Confessione: quando sono andato a vedere L'Impero colpisce ancora mi sono ritrovato a guardare spesso il mio orologio. La Forza è con noi, di certo, e molta di essa è aria fritta». Canby, come altri suoi colleghi, mise in dubbio la paternità di Kershner dell'opera (una questione che irritò molto l'autore, additato all'epoca come «La marionetta di Lucas»), affermando che non vi fosse cesura tra gli incarichi del regista e quelli di Lucas, e che quest'ultimo avesse svolto il grosso del lavoro. Canby concluse la sua recensione con un lapidario: «L'Impero colpisce ancora è personale come una cartolina di Natale mandata dalla banca». Poche furono le testate che recensirono positivamente il film: Films in Review, il Los Angeles Times, il Toronto Star e il Washington Post, sul quale Gary Arnold scrisse che la pellicola era «Un impressionante melodramma fantascientifico strabiliante che regge due ore di avventure elaborate, sorprendendoti alle spalle sul piano emotivo». Tuttavia, anche nelle recensioni più favorevoli, l'opera usciva sconfitta dal confronto con Guerre stellari.
Fu soltanto grazie all'avvento dell'home video e dei numerosi passaggi televisivi che il pubblicò riscoprì il film: nelle guide TV di fine anni ottanta veniva elogiato per l'atmosfera ombrosa e non convenzionale. Negli anni la fama dell'opera si rafforzò fino a superare i consensi raccolti da Guerre stellari. L'aggregatore di recensioni Rotten Tomatoes, che raccolse a partire dal 2000 le recensioni sul film, registrò un 97% di freschezza, il più alto per un film della saga di Guerre stellari, e nelle recensioni successive al 1997, anno della ridistribuzione nei cinema, il film venne applaudito come il migliore della serie e uno dei migliori prodotti fantascientifici di sempre. Roger Ebert scrisse che il film «È il migliore dei tre e di gran lunga il più provocatorio»; il San Francisco Chronicle applaudì la messa in scena di Kershner e la sua abilità nel trattare con grande maturità lo sviluppo psicologico dei personaggi, mentre per Empire il film «Segna una progressione che ha il sapore, oscuro ed epico, di un'opera Wagneriana», arrivando a definire la sequenza finale «La migliore e la più complessa della saga, intrisa di metafore grazie alla discesa in un inferno circolare in cui prendono vita le paure dell'eroe».
Il film ebbe un forte impatto culturale, fino a diventare per alcuni «Un pezzo indelebile di Americana», venendo citato e parodiato da moltissimi film e serie televisive, nonché da ambiti non cinematografici; famoso fu il caso della guerra delle Falkland: quando la task force britannica, intenzionata a riprendere il controllo delle isole, lasciò il paese il 19 aprile 1982, il giornale americano Newsweek scrisse in copertina The Empire Strikes Back! utilizzando il titolo del film. Chuck Klosterman, nel libro Sex, Drugs, and Cocoa Puffs: A Low Culture Manifesto, scrisse che: «Mentre film come Easy Rider e La febbre del sabato sera dipingevano un ritratto delle generazioni dell'epoca, L'Impero colpisce ancora è forse l'unico esempio di un film che imposta la propria estetica sociale per le generazioni future». Il film venne preso come pietra di paragone da molti sequel con ambizioni più mature dei propri predecessori, diventando una terminologia per indicare la natura adulta e oscura del film e ispirando autori come J. J. Abrams, David Fincher, Bryan Singer, Kevin Smith, Christopher Nolan, Joseph Kosinski e Alan Taylor.

## Riconoscimenti
Oltre ai premi ottenuti all'epoca della sua uscita, L'Impero colpisce ancora ne raccolse molti altri nel corso degli anni. Nel 2001, un sondaggio condotto da Channel 4 decretò Guerre stellari e L'Impero colpisce ancora i migliori film di tutti i tempi; nel 2003 l'American Film Institute inserì il film nella lista AFI's 100 Years... 100 Heroes and Villains, che vide Dart Fener al terzo posto in un gruppo di 50 cattivi; la nomina de L'Impero colpisce ancora invece che Guerre stellari venne giustificata per la maggior presenza in qualità di antagonista principale da parte di Fener. Sempre l'AFI candidò il film, senza successo, nella lista del 2005 AFI's 100 Years... 100 Movie Quotes, contenente le cento migliori citazioni cinematografiche:
(Dart Fener)
(Yoda)
Nel 2007 si aggiudicò il quinto posto nella classifica VES 50: i 50 film più influenti nel campo degli effetti visivi stilata dalla Visual Effects Society; similmente, nel 2008, si posizionò terzo nell'ambiziosa classifica dei 500 migliori film di tutti i tempi, indetta da Empire e votata da diecimila lettori, centocinquanta professionisti del settore e cinquanta critici cinematografici. Infine, nel 2010, la National Film Preservation Board aggiunse la pellicola alla lista di film preservati nel National Film Registry della biblioteca del Congresso.
- 1981 - Premio Oscar
  - Oscar Special Achievement Award per gli effetti speciali a Brian Johnson, Richard Edlund, Dennis Muren e Bruce Nicholson
  - Miglior sonoro a Bill Varney, Steve Maslow, Gregg Landaker e Peter Sutton
  - Candidato per la miglior scenografia a Norman Reynolds, Leslie Dilley, Harry Lange, Alan Tomkins e Michael Ford
  - Candidato per la miglior colonna sonora a John Williams
- 1981 - Golden Globe
  - Candidato per la migliore colonna sonora originale a John Williams
- 1981 - British Academy Film Award
  - Miglior colonna sonora a John Williams
  - Candidato per la miglior scenografia a Norman Reynolds
  - Candidato per il miglior sonoro a Peter Sutton, Ben Burtt e Bill Varney
- 1980 - Saturn Award
  - Miglior film di fantascienza
  - Miglior regia a Irvin Kershner
  - Miglior attore a Mark Hamill
  - Migliori effetti speciali a Brian Johnson e Richard Edlund
  - Candidato per la miglior sceneggiatura a Leigh Brackett e Lawrence Kasdan
  - Candidato per il miglior attore non protagonista a Billy Dee Williams
  - Candidato per i migliori costumi a John Mollo
  - Candidato per la miglior colonna sonora a John Williams

- 1981 - Writers Guild of America Award
  - Candidato per la miglior sceneggiatura comica adattata a Leigh Brackett e Lawrence Kasdan
- 1981 - Grammy Award
  - Miglior colonna sonora di un film, programma televisivo o altro media visuale a John Williams
  - Miglior composizione strumentale a John Williams
- 1981 - Premio Hugo
  - Migliore rappresentazione drammatica a Irvin Kershner, George Lucas, Leigh Brackett e Lawrence Kasdan
- 1981 - People's Choice Awards
  - Miglior film
- 2004 - Saturn Award
  - Miglior collezione DVD per Star Wars - La trilogia
- 2004 - Satellite Award
  - Candidato per il miglior DVD classico per Star Wars - La trilogia
  - Candidato per il miglior DVD per Star Wars - La trilogia
- 2011 - Satellite Award
  - Migliori extra del DVD per Star Wars - La saga completa
  - Candidato per il miglior Blu-Ray Disc per Star Wars - La saga completa
- 2011 - Saturn Award
  - Candidato per la miglior collezione DVD per Star Wars - La saga completa
- 2012 - Golden Trailer Award
  - Candidato per la pubblicità più innovativa per un marchio/prodotto per Star Wars - La saga completa

## Versioni alternative

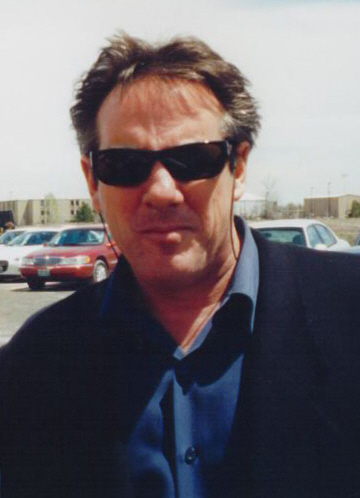
Rick McCallum, produttore dell'edizione speciale del film.

In occasione del ventennale della saga nel 1997, la trilogia originale venne ridistribuita nei cinema, a poche settimane di distanza l'uno dall'altro, sotto il nome di The Special Edition. I negativi delle pellicole vennero ripuliti, l'audio rimasterizzato e alcuni degli effetti speciali migliorati, arrivando a intervenire sullo sviluppo delle singole scene. Lucas asserì che le modifiche vennero attuate per rendere i film più vicini alla sua visione originaria degli stessi e l'operazione servì come banco di prova per la Industrial Light & Magic, la casa di effetti speciali che si sarebbe occupata da lì a poco del prequel La minaccia fantasma. La supervisione del nuovo montaggio venne curata da T.M. Christopher, quella degli effetti speciali da Dave Carson e la produzione venne affidata a Rick McCallum. Oltre ad aggiustamenti visivi e correzioni sonore di minore entità, il grosso dei cambiamenti riguardarono le scene con il wampa e quelle ambientata su Città delle nuvole. Nella versione originale la creatura veniva mostrata tramite dettagli del corpo e primi piani. Nelle nuove inquadrature, intercalate con il tentativo di Luke di usare la Forza per prendere la propria spada laser, il mostro è visibile a figura intera, mentre si nutre del tauntaun prima e in agonia per la perdita di un braccio poi.
La sequenza sulla Città delle Nuvole, invece, subì un massiccio trattamento atto ad allargare la geografia degli spazi: nell'inquadratura di presentazione del pianeta venne aggiunto un raffinatore di gas e rimossa un'astronave, venne esteso l'atterraggio con alcune inquadrature in cui i protagonisti sfrecciano tra i palazzi della città, modificato l'aspetto dell'appartamento di Leila nella veduta esterna e girato un inserto di reazione da parte di alcuni cittadini al segnale di evacuazione di Lando. Infine, nella maggior parte delle scene interne vennero aggiunte finestre che danno sulla città e tolte alcune scenografie per dare una sensazione di maggior respiro agli ambienti. Altra notevole modifica si ebbe nel 2004 quando il film venne pubblicato in formato DVD, in questo caso venne cambiata l'immagine dell'Imperatore Palpatine apparso nell'ologramma davanti a Dart Fener che venne sostituita con la nuova immagine dell'Imperatore interpretato da Ian McDiarmid, con una parziale riscrittura del dialogo nella scena. La modifica fu fatta in parte per motivi di coerenza con l'immagine dell'Imperatore ne Il ritorno dello Jedi (interpretato sempre da McDiarmid) e in parte per riallacciare il dialogo tra lui e Fener con quanto narrato nei prequel.
Nel finale del film trovò spazio un segmento inedito, la dipartita di Fener dalla Città delle Nuvole, un momento che nella versione del 1980 non era stato mostrato: la scena è composta da un'inquadratura in cui Fener si avvia verso la navicella e dal suo arrivo sull'Executor (il girato dell'atterraggio proviene dagli scarti de Il ritorno dello Jedi). L'aggiustamento che destò maggiore perplessità nei fan fu l'urlo di Luke, assente nella versione del 1980, mentre questi si getta nel vuoto per scampare da Fener. Il grido che lancia l'eroe tolse, secondo alcuni, l'intenzionalità del gesto e svilì la decisione stoica del giovane di andare incontro a quella che pareva una morte certa. Nelle edizioni successive del film l'urlo venne tolto, rendendo la versione del 1997 l'unica a presentarlo. Uscito nei cinema nel febbraio del 1997, L'Impero colpisce ancora incassò più di 60 milioni di dollari negli Stati Uniti e fu, tra tutti, il film che più rimase fedele alla versione del 1980 (i 124 minuti originali passarono a 127): le modifiche presenti vennero generalmente accettate come effettivi miglioramenti da parte degli appassionati, che avevano speso parole molto critiche nei confronti degli stravolgimenti operati su Guerre stellari, e dello stesso Kershner, il quale si disse gratificato dal fatto che il suo episodio fosse quello con la minore quantità di cambiamenti.

## Altri media
Il film venne adattato in una varietà di media differenti. Il 12 aprile 1980 Del Rey Books pubblicò un romanzamento a opera di Donald F. Glut intitolato L'Impero colpisce ancora, che vendette più di tre milioni di copie e fu esportato in tutto il mondo. Nello stesso giorno uscì anche The Empire Strikes Back Storybook, una versione per ragazzi scritta da Shep Steneman. Le prime stampe di entrambe le edizioni contenevano otto pagine di foto a colori del film. Negli anni fecero seguiti diverse trasposizioni letterarie per ragazzi: Guerre stellari: L'Impero colpisce ancora di Larry Weinberg nel 1985, The Empire Strikes Back: A Storybook di J. J. Gardner nel 1997, Star Wars Episode V: The Empire Strikes Back di Ryder Windham nel 2004 e The Empire Strikes Back: So You Want to Be a Jedi? di Adam Gidwitz nel 2015. Un adattamento a fumetti in sei parti, scritto da Archie Goodwin e disegnato da Al Williamson e Carlos Garzon, trovò spazio dal 24 giugno al 25 novembre 1980 all'interno della serie Star Wars di Marvel Comics.
Il 12 agosto 1980 Del Rey Books pubblicò Once Upon a Galaxy: A Journal of the Making of The Empire Strikes Back. Scritto da Alan Arnold, il libro racconta la travagliata produzione del film, con interviste e fotografie inedite dei set. Nell'ottobre 1980 seguì The Art of The Empire Strikes Back, contenente la concept art prodotta dagli artisti, le riproduzioni in scala dei matte painting usati nel film e l'evoluzione visiva di personaggi e astronavi. Il volume venne riedito nel 1997 con il titolo The Art of Star Wars Episode V: The Empire Strikes Back e impreziosito da sedici pagine di illustrazioni dedicate all'edizione speciale della pellicola. Il 12 ottobre 2010, in occasione del trentennale della pellicola, uscì The Making of Star Wars: The Empire Strikes Back, di Jonathan W. Rinzler, un libro di grande formato in cui viene raccontata la storia produttiva del film e i suoi riverberi sull'industria di settore. Sorta di seguito spirituale al libro di Arnold, il volume di Rinzler si occupò, tra le altre, delle questioni che nell'opera di Arnold non avevano trovato spazio come scatti e documenti inediti e interviste realizzate all'epoca al cast e alla troupe.
Dopo aver trasmesso l'adattamento radiofonico di Guerre stellari nel 1981, la National Public Radio propose una nuova serie dedicata al secondo episodio della saga. Diretta nuovamente da John Madden e scritta da Brian Daley, la trasposizione venne divisa in dieci episodi, per un totale di quattro ore e quindici minuti, e trasmessa a partire dal 14 febbraio 1983. Come la precedente serie, The Empire Strikes Back espanse la storia del film, incorporando nuove scene come una conversazione accesa tra Ian e Luke tra le lande di Hoth. Mark Hamill, Billy Dee Williams e Anthony Daniels ripresero i loro ruoli del film, mentre a doppiare gli altri vennero chiamati altri attori, tra cui John Lithgow per Yoda, David Rasche, Jay Sanders, David Alan Grier, Geoffrey Pierson e Jerry Zaks.
Il primo videogioco ispirato al film uscì nel 1982 per l'Atari 2600 e fu anche il primo prodotto videoludico basato sulla saga di Guerre stellari: Star Wars: The Empire Strikes Back, uno shoot 'em up in cui il giocatore ha il compito di abbattere gli AT-AT imperiali. Nel 1985 venne realizzato Star Wars: The Empire Strikes Back, un videogioco arcade a grafica vettoriale che ricrea la battaglia d'apertura del film, mentre nel 1992 uscì Star Wars: The Empire Strikes Back, altro gioco d'azione in due dimensioni, giocabile sul Nintendo Entertainment System, di cui la Ubisoft produsse una versione per Game Boy. L'anno successivo vide la luce Super Star Wars: The Empire Strikes Back, videogioco a piattaforme creato per il Super Nintendo Entertainment System e seguito di Super Star Wars.